# Gunnel Westöö
Maj Gunnel Viktoria Westöö, född 30 maj 1915 i Traryds församling, Kronobergs län, död 31 juli 2007 i Stockholm, var en svensk kemist.
Westöö, som var dotter till folkskollärarna Herman Westöö och Anna Stockenberg, blev filosofie magister i Lund 1938, filosofie licentiat 1949 och filosofie doktor 1953. Hon blev läroverkslärare 1939, var kemist vid Svenska Sockerfabriks AB 1942, vid Stora Kopparbergs Bergslags AB 1943–1946, blev e.o. docent i kemi i Lund 1954, var laborator vid Statens institut för folkhälsan 1959–1971, vid Statens Livsmedelsverk 1972, professor där 1972–1975 och vid Karolinska Institutet 1975–1980. Hon invaldes som ledamot av Kungliga Skogs- och Lantbruksakademien 1977. Hon författade skrifter i analytisk, organisk och fysiologisk kemi. Westöö är begravd på Limhamns kyrkogård i Malmö.